# Brak Airport
Brak Airport (engelska: Brach Airport) är en flygplats i Libyen. Den ligger i den centrala delen av landet, 600 km söder om huvudstaden Tripoli. Brak Airport ligger 453 meter över havet.
Terrängen runt Brak Airport är platt.  Trakten runt Brak Airport är nära nog obefolkad, med mindre än två invånare per kvadratkilometer. Närmaste större samhälle är Brak, 11,7 km söder om Brak Airport. Trakten runt Brak Airport är ofruktbar med lite eller ingen växtlighet.